# Hãy cười lên nào
Hãy Cười Lên Nào (tiếng Anh: Kimchi Cheese Smile, tiếng Hàn: 김치 치즈 스마일) là một bộ phim truyền hình thuộc thể loại sitcom được sản xuất bởi hãng MBC của truyền hình Hàn Quốc. Bộ phim kể về những câu chuyện thường ngày xảy ra trong gia đình, những vấn đề đó lại tạo nên tiếng cười từ những ứng xử của nhân vật.

## Nội dung
Ở Hàn Quốc, khi chụp hình, để nói "Hãy cười lên nào", người ta hay nói "Kimchi" vì khi phát âm chữ "chi", môi mở rộng ra theo hình dáng đang cười. Lấy ý tưởng từ  phong cách bình dân và truyền thống đó, bộ phim "Hãy cười lên nào" được ra đời với nhiều tình huống hài hước xảy ra trong cuộc sống gia đình.. Shin Byung Jin – con trai của ông Shin Goo - quản lý một studio chụp hình, sống trong một gia đình tầng lớp bình dân đem lòng yêu cô gái Jung Soo Young con bà Eun Sook sống trong một gia đình giàu có. "Kimchi" đại diện cho gia đình Shin Goo còn "cheese" đại diện cho gia đình của Eun Sook. Hai gia đình với phong cách sống hoàn toàn khác nhau nhưng lại trở thành thông gia với nhau gây nên  sự mâu thuẫn, đối đầu trong lối sống của họ. Tuy nhiên sự kết hợp tưởng chừng như là khập khiễng này lại tạo ra những tiếng cười khi họ đều cùng phát âm "chi" mỗi ngày trong studio chụp hình

## Diễn viên
- Shin Goo trong vai Shin Goo, Ông chủ tiệm chụp hình. Ông là một ông bố khó tính, hay để dành nhiều quỹ đen, dù những thứ đó rất nhỏ. Ông thường chơi cùng cô cháu gái của mình và đôi khi ông ước ao mình cũng có được những gì mình thích như cô bé. Ông luôn ăn chặn tiề̀n của vợ mình để làm tiền dự phòng
- Kim Eul Dong trong vai Shin Eul Dong, vợ Shin Goo - bà nội trợ. Bà là một người phụ nữ của gia đình, luôn chăm sóc mọi người mà quên bản thân mình, bà có thân hình đầy đặn và khi mặc áo lông đều bị mọi người nhầm là gấu. Câu chuyện tiết lộ thời còn trẻ, bà từng là hoa khôi của trường và được nhiều nam sinh theo đuổi.
- Lee Hye Young trong vai Shin Hye Young, con gái lớn của Shin Goo, làm tại tiệm chụp hình của bố. Là một cô gái đã ngoài 30 tuổi nhưng vẫn chưa kết hôn, cô thường bị cha mình hối thúc. Trong một lần đi du lịch từ Mỹ trở về, trên đường về nhà cô tình cờ đụng phải một người đàn ông và làm cho anh ta bị mất trí nhớ.
- Lee Byung Jin trong vai Shin Byung Jin, con trai thứ của Shin Goo, huấn luyện viên bơi lội. Là chồng của Soo Young và cha của Wuldo, anh là một người khá kỹ tính và chi li từng chuyện nhỏ nhặt, không bao giờ dứt khoát khi đưa ra một lựa chọn, điều này đôi khi làm người khác bực mình.
- Yoo Yun Ji trong vai Shin Yeon Ji, con gái út của Shin Goo. Cô là một người ngang ngược và không bao giờ nhận sai về mình dù có bằng chứng trước mắt. Cô đã thích ông anh Uhm Ki Joon ngay từ khi là một cô bé 10 tuổi.
- Sun Woo Eun Sook trong vai Sun Woo Eun Sook, mẹ của Soo Young. Bà luôn phản đối cuộc hôn nhân của con gái mình nhưng bất lực, vì vậy thường hay xảy ra xung đột với chàng rể.
- Jung Soo Young trong vai Jung Soo Young, vợ của Byung Jin.
- Park Yoo Sun trong vai Shin Wuldo, con gái của vợ chồng Byung Jin và Sô Young
- Uhm Ki Joon trong vai Uhm Ki Joon, là phát thanh viên gây nhiều tai tiếng và có biệt danh là Phát thanh viên đi cầu. Anh đem lòng yêu bà chị Shin Hye Young dù vậy lúc nào cũng tỏ ra ngược lại và thích chọc tức người khác.
- Lee Hyun Jin trong vai Uhm Hyun Jin, là em trai của Uhm Ki Joon, là thành viên trong đội bơi lội của Byung Jin, cậu thầm yêu cô út Yeon Ji nhưng luôn tỏ ra thờ ơ.nhưng đế́n đại hội thể thao mùa đông cậu ấy đã tỏ tình với yeon ji sau 5 năm đi học cậu ấy đã trở về với ngôi nhà đầy tiếng cười cậu đã từng sống
- Choi Kwon trong vai Choi Kwon, là bạn trong đội bơi của Hyun Jin
- Jang Ji Woo trong vai Jang Ji Woo, là bạn trong đội bơi của Hyun Jin
- Kim Soo Hyun trong vai Kim Soo Hyeon, là bạn trong đội bơi của Hyun Jin anh luôn bắt cá hai tay với nhiều cô bạn gái nhưng cuối cùng gặp được jea young
- Kim San Ho trong vai Yoon Myung Hoon /(Shin) San Ho, một anh chàng bí ẩn tình cờ bị Hye Young đụng xe trúng dẫn đến mất trí nhớ và tạm thời làm trợ lý cho tiệm chụp hình Smile.
- Kim Ki Bang trong vai tài xế Jung, tài xế riêng của Sun Woo Eun Sook
- Seo Woo là bạn gái của Choi Kwon cô luôn đem thức ăn ra làm trò đùa khiến choi kwon bị đau bao tử
- Kang Yi Suk
- Kim Bo Ra trong vai Yeon Ji lúc nhỏ.

## Trình chiếu tại Việt Nam
Sau thành công vang dội của bộ phim "Gia đình là số 1" phần 1 và phần 2, thể loại phim hài tình huống Sitcom đã lên ngôi và  bùng lên cơn sốt trong lòng khán giả hâm mộ. Ngày 26 tháng 8 năm 2012 bộ phim được chính thức phát sóng trên kênh HTVC Gia Đình với tên tiếng việt là "Hãy cười lên nào" vào lúc 19h30 hằng ngày.